# Corrales de Duero
Corrales de Duero – gmina w Hiszpanii, w prowincji Valladolid, w Kastylii i León, o powierzchni 17,79 km². W 2011 roku gmina liczyła 100 mieszkańców.